# Big Lake (Texas)
Big Lake és una població dels Estats Units a l'estat de Texas. Segons el cens del 2000 tenia 2.885 habitants.

## Demografia
Segons el cens del 2000, Big Lake tenia 2.885 habitants, 932 habitatges, i 751 famílies. La densitat de població era de 898,3 habitants per km².
Dels 932 habitatges en un 48,9% hi vivien nens de menys de 18 anys, en un 69,4% hi vivien parelles casades, en un 7,9% dones solteres, i en un 19,4% no eren unitats familiars. En el 18% dels habitatges hi vivien persones soles el 7,8% de les quals corresponia a persones de 65 anys o més que vivien soles. El nombre mitjà de persones vivint en cada habitatge era de 3,05 i el nombre mitjà de persones que vivien en cada família era de 3,47.
Per edats la població es repartia de la següent manera: un 34,9% tenia menys de 18 anys, un 7,7% entre 18 i 24, un 28,3% entre 25 i 44, un 19% de 45 a 60 i un 10,2% 65 anys o més.
L'edat mediana era de 32 anys. Per cada 100 dones de 18 o més anys hi havia 97,5 homes.
La renda mediana per habitatge era de 33.478 $ i la renda mediana per família de 37.104 $. Els homes tenien una renda mediana de 31.056 $ mentre que les dones 17.656 $. La renda per capita de la població era de 12.829 $. Aproximadament el 8,8% de les famílies i l'11,3% de la població estaven per davall del llindar de pobresa.

## Poblacions més properes
El següent diagrama mostra les poblacions més properes.